# Anders Nilsson (militär)
Anders Bertil Nilsson, född 20 juli 1946 i Göteborgs Karl Johans församling, Göteborgs och Bohus län, är en svensk militär.

## Biografi
Nilsson avlade studentexamen i Göteborg 1966. Han avlade sjöofficerexamen vid Sjökrigsskolan 1969 och utnämndes samma år till fänrik i flottan, där han befordrades till löjtnant 1971 och till kapten 1972. Därefter gick han Tekniska kursen på Marinlinjen vid Militärhögskolan samt befordrades till örlogskapten 1980 och till kommendörkapten 1985. Han var chef för Ubåtsdetaljen vid Marinstaben 1987–1989, varefter han tjänstgjorde vid Ostkustens marinkommando. Han var chef för Produktområdesledning Sjökrigssystem i Marinmaterielledningen i Försvarets materielverk från 1991 till 1996 eller 1997 och befordrades till kommendörkapten med särskild tjänsteställning 1993. Nilsson var chef för Sjökrigssektionen i Marinledningen i Högkvarteret 1997–1999, befordrades till kommendör 1998 och var produktionsledare för Ubåt och UV vid Försvarets materielverk 1999–2004.